# O-Bi, O-Ba: The End of Civilization

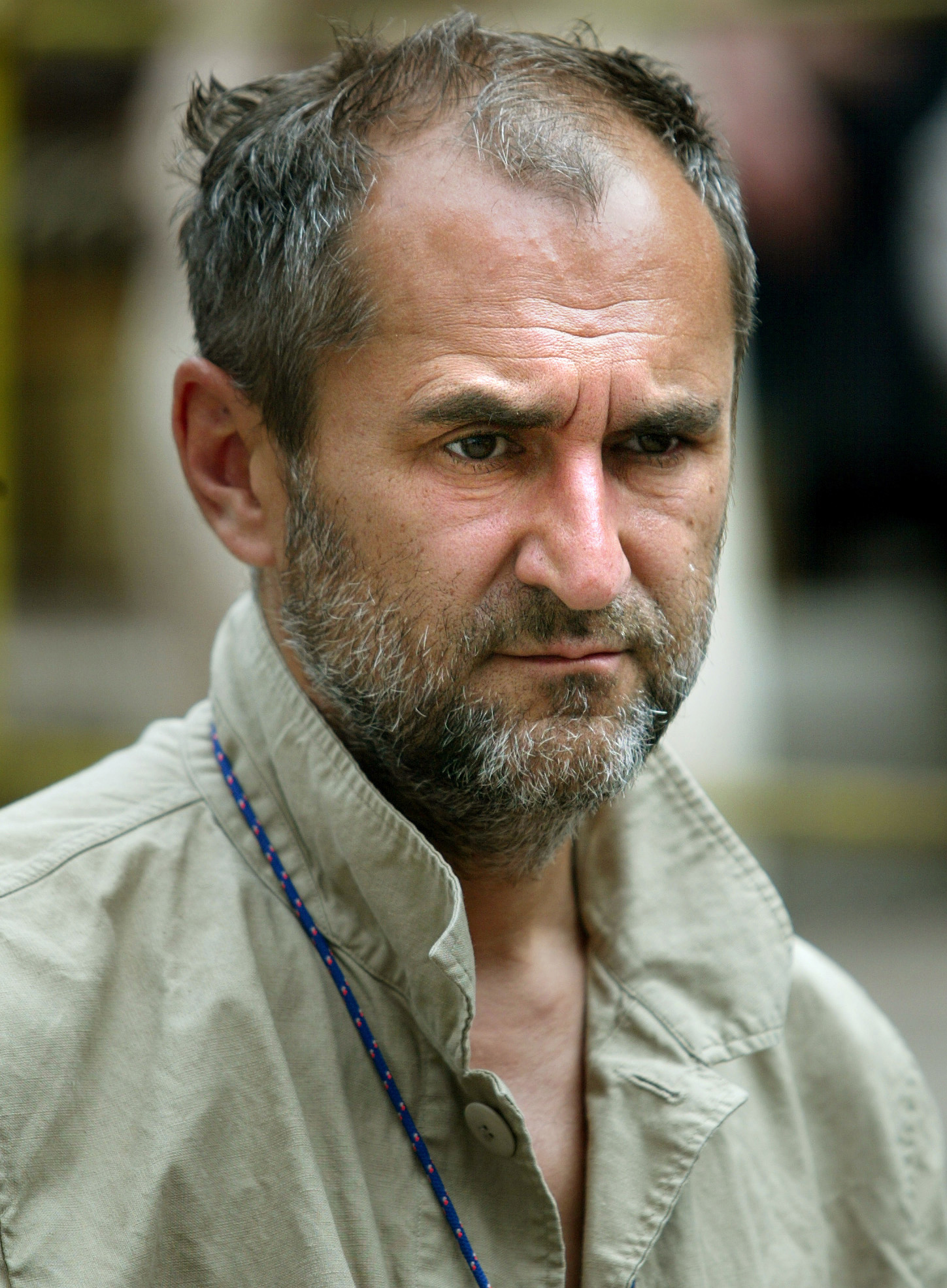
Đạo diễn Piotr Szulkin

O-Bi, O-Ba: The End of Civilization (tiếng Ba Lan: O-bi, o-ba: Koniec cywilizacji) là một phim điện ảnh khoa học viễn tưởng chính kịch của Ba Lan. Bộ phim do Piotr Szulkin viết kịch bản kiêm đạo diễn và được công chiếu vào năm 1985.
Phim lấy bối cảnh tương lai hậu tận thế. Lúc này, một nhóm người đang sống trong một căn hầm biệt lập sắp sửa sụp đổ. Niềm tin rằng có một chiếc tàu mang tên The Ark đang trên đường đến giải cứu họ là thứ duy nhất giúp họ nuôi hi vọng. Tuy nhiên, sự tồn tại của The Ark thật ra chỉ là ý nghĩ được gieo bởi nhân vật chính vì muốn duy trì tinh thần của mọi người.

## Diễn viên
- Jerzy Stuhr trong vai Soft
- Krystyna Janda trong vai Gea
- Mariusz Dmochowski trong vai Nhà triệu phú
- Kalina Jędrusik trong vai Vợ của nhà triệu phú
- Marek Walczewski trong vai Cấp trên của Soft
- Jan Nowicki trong vai Kỹ sư
- Krzysztof Majchrzak trong vai Người trong tủ đông
- Stanisław Igar trong vai Thợ thủ công
- Mariusz Benoit trong vai Bác sĩ
- Włodzimierz Musiał trong vai Kraft

## Công chiếu
O-Bi, O-Ba: The End of Civilization được công chiếu lần đầu tại Ba Lan vào ngày 28 tháng 1 năm 1985, cụ thể là tại Liên hoan phim Ba Lan ở Gdynia. Trong sự kiện này, nhờ sự thể hiện xuất sắc trong phim mà Andrzej Kowalczyk đã giành được giải thưởng ở hạng mục Thiết kế sản xuất xuất sắc nhất.

## Đón nhận
Theo Kim Newman, bộ phim đối xử nghiêm túc và tôn trọng chủ đề và đối tượng bộ phim hướng tới.